# 武生国際作曲ワークショップ
武生国際作曲ワークショップ（たけふこくさいさっきょくワークショップ、英 Takefu International Composition Workshop）は、現代音楽作曲家を対象とした日本の音楽講習会。武生国際音楽祭の一環として福井県武生市（現・越前市）で開催される。音楽監督は作曲家の細川俊夫。

## 概要
フランスのロワイヨモン現代音楽講習会をモデルとし、受講生をアクティヴで数人、聴講生を含め最大で20人程度まで絞ったワークショップ方式を特徴とする。受講生や交換留学生、招聘された若手作曲家たちの委嘱新作を、海外からの優秀なアンサンブルと共に綿密なリハーサルを通して仕上げ、作品初演を迎える。ダルムシュタット講習会や旧秋吉台セミナーが膨大な数の生徒数であるのに対して、少数精鋭、参加者の親密な交流を旨とする。イタリアのGAMOマスタークラスのスタイルにも近い。

## 歴史
細川俊夫が1998年に秋吉台国際20世紀音楽セミナー&フェスティバルを一旦終了させた後、武生国際音楽祭の枠組みの中に2000年より小規模の作曲セミナーを開き、翌2001年を第1回として現在に至るまで開催されている。

## 海外との交流
ドイツのダルムシュタット夏季現代音楽講習会やロワイヨモン現代音楽講習会「新しき声」などと提携し、講師招聘や交換留学制度を行っている。エクスペリメンタリズムの音楽を中心に、ヨーロッパ最新の現代音楽を紹介し続けている。2004年にはアメリカからロジャー・レイノルズを講師に招き、アメリカ合衆国のアカデミック現代音楽シーンへもアプローチを広げたが、その後はヨーロピアンベースに戻っている。

## 作曲賞
2003年より、公募作品の中から審査員によって入選および受賞が決定される武生作曲賞（日本人選考枠対象）、作曲ワークショップ全作品を対象とした武生国際作曲賞が設立されたが、現在は行われていない。